# 韦尔讷伊莱唐
韦尔讷伊莱唐（法語：Verneuil-l'Étang，法語發音：[vɛʁnœj letɑ̃] ⓘ）是法国塞纳-马恩省的市鎮，屬於普罗万区。

## 地理
韦尔讷伊莱唐（48°38'40"N, 2°50'8"E）面积7.81 平方千米，位于法国法蘭西島大區塞纳-马恩省，该省份为法国北部内陆省份，北起瓦兹省，西接埃松省、马恩河谷省、塞纳-圣但尼省和瓦兹河谷省，南至卢瓦雷省，东南接约讷省，东临马恩省和奥布省，东北接埃纳省。
与韦尔讷伊莱唐接壤的市镇（或旧市镇、城区）包括：布里地区绍姆、昂德勒泽勒、博瓦尔、吉涅。

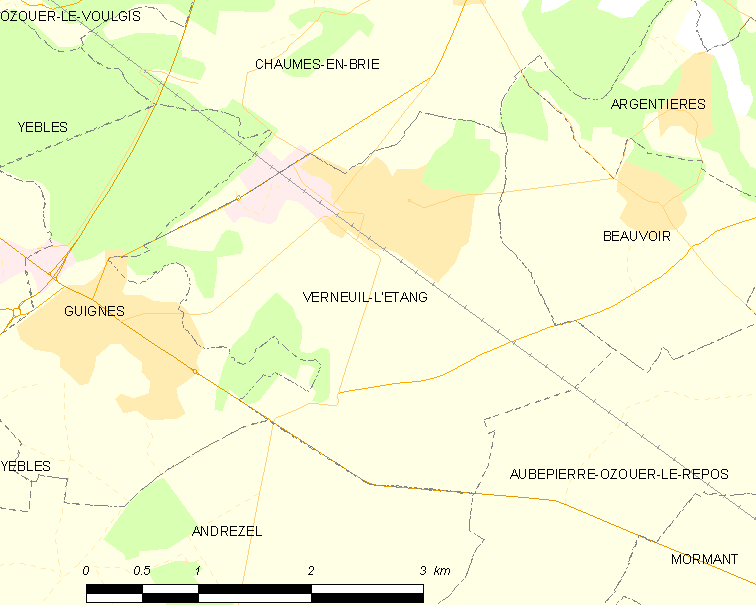
韦尔讷伊莱唐的OSM定位图

韦尔讷伊莱唐的时区为UTC+01:00、UTC+02:00（夏令时）。

## 行政
韦尔讷伊莱唐的邮政编码为77390，INSEE市镇编码为77493。

## 政治
韦尔讷伊莱唐所属的省级选区为楠日县。

## 人口

1962-2008年间韦尔讷伊莱唐人口变化图示

韦尔讷伊莱唐于2022年1月1日时的人口数量为3211人。